# Église Saints-Vincent-et-Anastase-à-Trevi
L'église Saints-Vincent-et-Anastase-à-Trevi (en italien : chiesa dei Santi Vincenzo e Anastasio a Trevi) est un édifice baroque de Rome située près de la fontaine de Trevi et du palais du Quirinal (à l'époque résidence du pape), dont elle était l'église paroissiale. Les precordia de vingt-cinq papes y reposent, de Sixte Quint à Léon XIII. Cette église a été donnée par Jean-Paul II aux orthodoxes bulgares en 2002, et n'est donc plus catholique,. Elle retourne aux catholiques en 2017.

## Historique

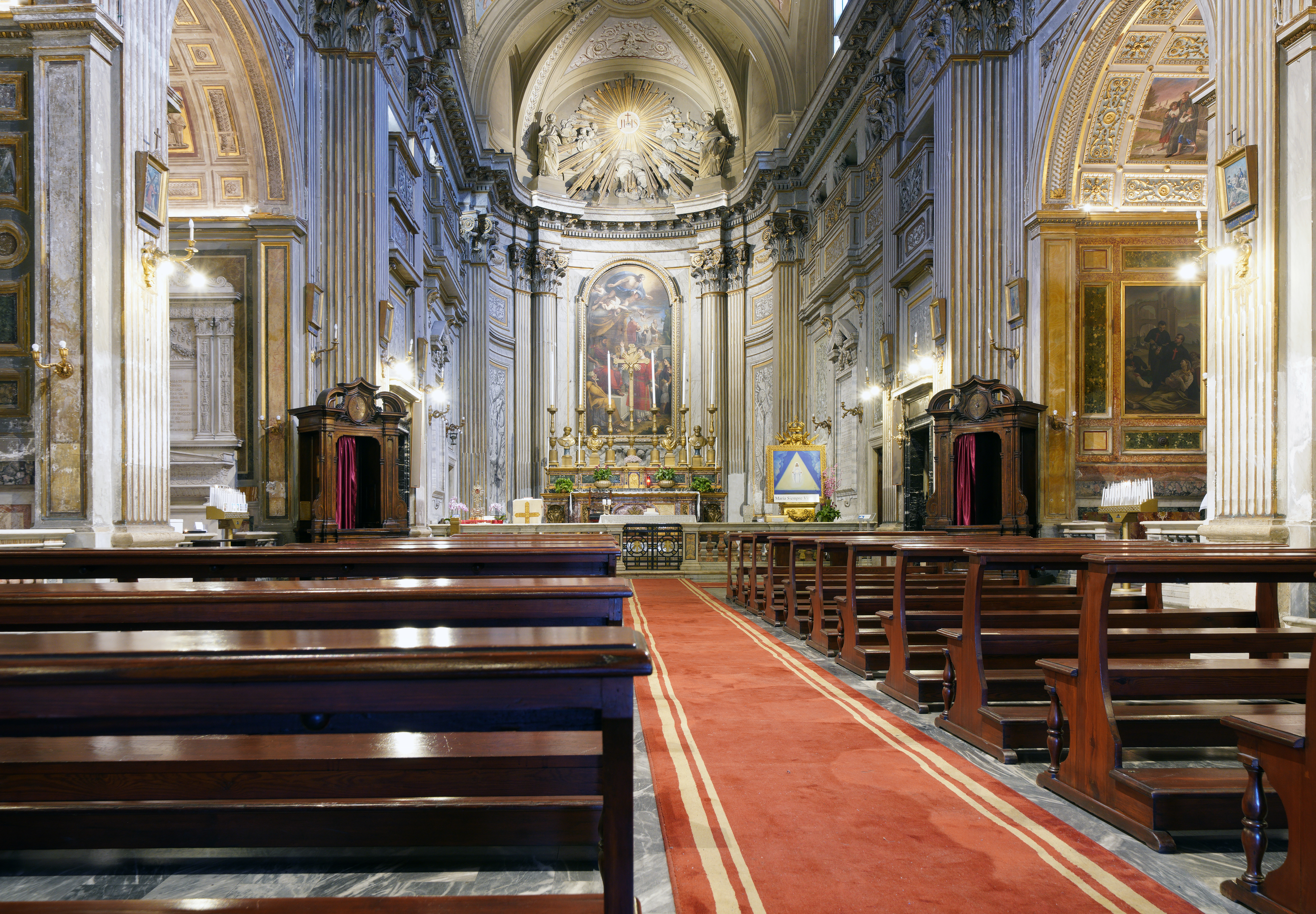
Intérieur de l'église.

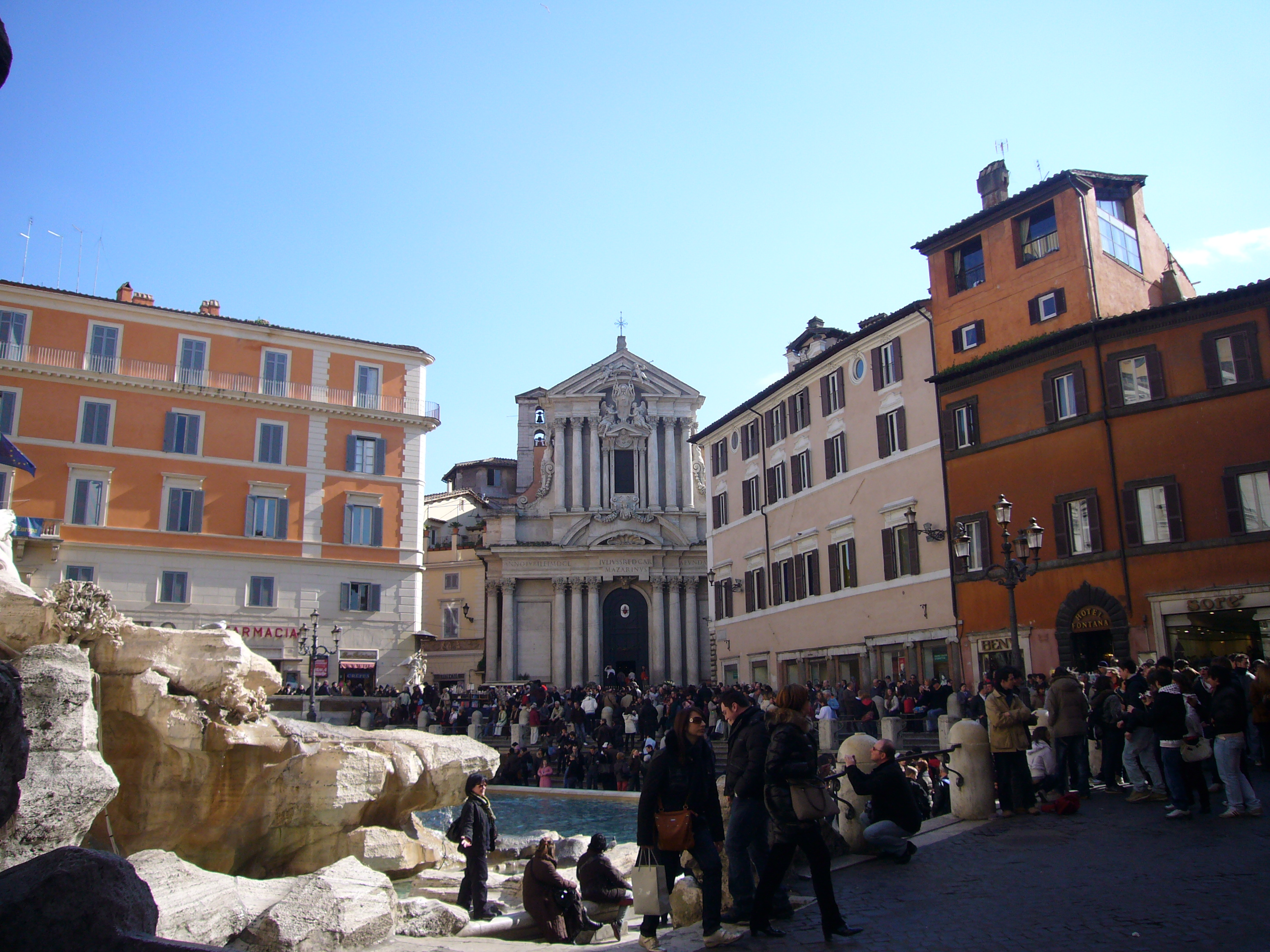
Façade de l'église vue de la fontaine de Trevi.

L'église Saint-Vincent-et-Saint-Anastase est bâtie de 1646 à 1650 selon les dessins de Martino Longhi le Jeune (en) (1602-1660) à l'emplacement d'une église du Xe siècle  Sant'Anastasio de Trivio. Elle est commandée par le cardinal Mazarin qui se fait représenter en buste sur la façade, ainsi que sa nièce, Marie Mancini, en mascaron.
Sa façade est ornée de colonnes corinthiennes dix dans l'ordre du bas et six dans celui du haut ce qui la faisait surnommer par les Romains il canneto.
L'intérieur est à nef unique avec trois chapelles latérales de chaque côté. Le maître-autel est surplombé d'un tableau de Francesco Pascucci représentant le martyre de saint Vincent et de saint Anastase.
Bartolomeo Pinelli, ainsi que la princesse Zénaïde Volkonsky née princesse Belosselsky Belozersky, son mari et sa sœur, sont enterrés dans l'église.
L'intérieur a été réaménagé avec une iconostase en conformité avec le culte orthodoxe.
En 2017, la gestion de l'église est retourné sous le diocèse de Rome. 